# Hapsifera sepiella
Hapsifera sepiella är en fjärilsart som beskrevs av Caradja 1927. Hapsifera sepiella ingår i släktet Hapsifera och familjen äkta malar. Inga underarter finns listade i Catalogue of Life.